# Bootleg: From the Lost Vault, Vol. 1
Detroit Dogshit — друга збірка найкращих пісень американського репера Ішама, видана лейблами Gothom Records та Overcore Records 28 березня 2000 р. Дистриб'ютор релізу: TVT Records. Платівка містить пісні з сольних альбомів виконавця, а також із релізів гурту Natas.

## Список пісень
1. «Kkkill the Fetus» — 4:43 (з альбому KKKill the Fetus)
2. «As I Rock-n-Roll» — 1:31
3. «Redrum» — 4:02 (з альбому Boomin' Words from Hell)
4. «Fallen Angel» — 3:19 (з альбому Judgement Day, Vol. 1: Day)
5. «Thinking to Myself» — 2:27 (з альбому Judgement Day, Vol. 1: Day)
6. «Dumb Bitch» — 1:33 (з альбому Judgement Day, Vol. 2: Night)
7. «Morty's Theme» — 3:35 (з альбому The Fear Soundtrack)
8. «Black Orchid» — 4:48 (з альбому Dead Flowerz)
9. «Outcha Atmosphere» — 3:34 (з альбому Mail Dominance)
10. «Midnight Hour» — 3:19 (з альбому Doubelievengod)
11. «Price on Ya Head» — 3:07 (з альбому Multikillionaire: The Devil's Contract)
12. «Watch Ya Back» — 2:30 (з альбому Boomin' Words from Hell)
13. «What» — 2:39 (з альбому Dead Flowerz)
14. «Comerica» — 2:36 (з альбому Bruce Wayne: Gothom City 1987)
15. «Suffer the Consequences» — 2:56 (з міні-альбому Maggot Brain Theory)
16. «Monkey Mix» — 3:42 (ремікс треку «Twirk Yo Body» з альбому Mail Dominance)